# Ronde van Peking 2012
De tweede editie van de Ronde van Peking werd verreden van dinsdag 9 tot en met zaterdag 13 oktober 2012 in China. De Duitse tijdrijder Tony Martin wist in een editie zonder tijdrit zijn overwinning te prolongeren.

## Deelnemende ploegen
Oorspronkelijk zou de Nederlandse procontinentale wielerploeg Argos - Shimano ook meedoen in Peking, maar vanwege de politieke spanningen tussen China en Japan over het eigendom van Senkaku-eilanden werd besloten dat Argos niet zou starten. Wel kreeg het Chinese team Champion System Pro Cycling Team een wildcard en debuteerde daarmee op het hoogste niveau.
| 18 UCI World Tour-ploegen | 18 UCI World Tour-ploegen | 18 UCI World Tour-ploegen | 1 wildcard                       |
| ------------------------- | ------------------------- | ------------------------- | -------------------------------- |
| AG2R-La Mondiale          | Lampre-ISD                | Sky ProCycling            | Champion System Pro Cycling Team |
| Astana Pro Team           | Liquigas-Cannondale       | Team Garmin-Sharp         |                                  |
| BMC Racing Team           | Lotto-Belisol             | Team Katjoesja            |                                  |
| Euskaltel-Euskadi         | Omega Pharma-Quick Step   | Team Movistar             |                                  |
| FDJ-BigMat                | Rabobank                  | Saxo Bank-Tinkoff Bank    |                                  |
| Orica-GreenEdge           | RadioShack-Nissan-Trek    | Vacansoleil-DCM           |                                  |

## Etappe-overzicht
| Datum      | Etappe | Start-Finish         | Afstand  | Type       | Winnaar           | Ploeg                  | Klassementsleider |
| ---------- | ------ | -------------------- | -------- | ---------- | ----------------- | ---------------------- | ----------------- |
| 9 oktober  | 1      | Peking - Peking      | 117 km   | Vlakke rit | Elia Viviani      | Liquigas-Cannondale    | Elia Viviani      |
| 10 oktober | 2      | Peking - Mentougou   | 134 km   | Heuvelrit  | Tony Martin       | Omega Pharma-Quickstep | Tony Martin       |
| 11 oktober | 3      | Mentougou - Badaling | 162,5 km | Bergrit    | Francesco Gavazzi | Astana Pro Team        | Tony Martin       |
| 12 oktober | 4      | Yanqing - Changping  | 165,5 km | Heuvelrit  | Marco Haller      | Team Katjoesja         | Tony Martin       |
| 13 oktober | 5      | Changping - Pinggu   | 182,5 km | Heuvelrit  | Steven Cummings   | BMC Racing Team        | Tony Martin       |

## Etappe-uitslagen

### 1e etappe
| Peking – Peking (117 km) |                      |                        |          |
| Plaats                   | Naam                 | Ploeg                  | tijd     |
| Winnaar                  | Elia Viviani         | Liquigas-Cannondale    | 2u37'49" |
| 2                        | Andrew Fenn          | Omega Pharma-Quickstep | z.t.     |
| 3                        | Edvald Boasson Hagen | Sky ProCycling         | z.t.     |
|                          |                      |                        |          |
| 4                        | Kenny van Hummel     | Vacansoleil-DCM        | z.t.     |
| 10                       | Klaas Lodewyck       | BMC Racing Team        | z.t.     |

### 2e etappe
| Peking – Mentougou (134 km) |                   |                        |          |
| Plaats                      | Naam              | Ploeg                  | tijd     |
| Winnaar                     | Tony Martin       | Omega Pharma-Quickstep | 2u53'05" |
| 2                           | Francesco Gavazzi | Astana Pro Team        | +46"     |
| 3                           | Eros Capecchi     | Liquigas-Cannondale    | z.t.     |
|                             |                   |                        |          |
| 7                           | Tom-Jelte Slagter | Rabobank               | z.t.     |
| 11                          | Jan Bakelants     | RadioShack-Nissan      | +50"     |

### 3e etappe
| Mentougou – Badaling (162.6 km) |                      |                 |          |
| Plaats                          | Naam                 | Ploeg           | tijd     |
| Winnaar                         | Francesco Gavazzi    | Astana Pro Team | 4u05'08" |
| 2                               | Daniel Martin        | Garmin-Sharp    | z.t.     |
| 3                               | Edvald Boasson Hagen | Sky ProCycling  | z.t.     |
|                                 |                      |                 |          |
| 6                               | Tom-Jelte Slagter    | Rabobank        | z.t.     |
| 17                              | Tim Wellens          | Lotto-Belisol   | z.t.     |

### 4e etappe
| Yanqing – Changping (165.5 km) |                     |                     |          |
| Plaats                         | Naam                | Ploeg               | tijd     |
| Winnaar                        | Marco Haller        | Team Katjoesja      | 3u35'39" |
| 2                              | Alessandro Petacchi | Lampre-ISD          | z.t.     |
| 3                              | Elia Viviani        | Liquigas-Cannondale | z.t.     |
|                                |                     |                     |          |
| 7                              | Klaas Lodewyck      | BMC Racing Team     | z.t.     |
| 11                             | Barry Markus        | Vacansoleil-DCM     | z.t.     |

### 5e etappe
| Changping – Pinggu (182.5 km) |                      |                 |          |
| Plaats                        | Naam                 | Ploeg           | tijd     |
| Winnaar                       | Steven Cummings      | BMC Racing Team | 4u05'08" |
| 2                             | Ryder Hesjedal       | Garmin-Sharp    | +2"      |
| 3                             | Edvald Boasson Hagen | Sky ProCycling  | +17"     |
|                               |                      |                 |          |
| 5                             | Tim Wellens          | Lotto-Belisol   | z.t.     |
| 7                             | Tom-Jelte Slagter    | Rabobank        | z.t.     |

## Eindklassementen
| Plaats    | Naam                 | Ploeg                  | Tijd      |
| --------- | -------------------- | ---------------------- | --------- |
| Rode trui | Tony Martin          | Omega Pharma-Quickstep | 17u16'56" |
| 2         | Francesco Gavazzi    | Astana                 | +00' 40"  |
| 3         | Edvald Boasson Hagen | Sky ProCycling         | +00' 46"  |
| 4         | Daniel Martin        | Garmin-Sharp           | +00' 50"  |
| 5         | Eros Capecchi        | Liquigas-Cannondale    | +00' 52"  |
| 6         | Rinaldo Nocentini    | AG2R-La Mondiale       | +00' 56"  |
| 7         | Rafał Majka          | Saxo Bank-Tinkoff Bank | z.t.      |
| 8         | Tomasz Marczynski    | Vacansoleil-DCM        | z.t.      |
| 9         | Rui Costa            | Team Movistar          | +01' 00"  |
| 10        | Tim Wellens          | Lotto-Belisol          | z.t.      |
|           |                      |                        |           |
| 14        | Steven Kruijswijk    | Rabobank               | z.t.      |

| Plaats      | Naam                 | Ploeg               | Punten |
| ----------- | -------------------- | ------------------- | ------ |
| Groene trui | Edvald Boasson Hagen | Sky ProCycling      | 49     |
| 2           | Francesco Gavazzi    | Astana              | 39     |
| 3           | Elia Viviani         | Liquigas-Cannondale | 30     |
|             |                      |                     |        |
| 5           | Tom-Jelte Slagter    | Rabobank            | 28     |
| 22          | Klaas Lodewyck       | BMC Racing Team     | 36     |

| Plaats        | Naam          | Ploeg                  | Punten |
| ------------- | ------------- | ---------------------- | ------ |
| Bolletjestrui | Daniel Martin | Garmin-Sharp           | 39     |
| 2             | Pim Ligthart  | Vacansoleil-DCM        | 26     |
| 3             | Tony Martin   | Omega Pharma-Quickstep | 20     |
|               |               |                        |        |
| 7             | Jan Bakelants | RadioShack-Nissan-Trek | 11     |

| Plaats     | Naam              | Ploeg                  | Tijd      |
| ---------- | ----------------- | ---------------------- | --------- |
| Witte trui | Rafał Majka       | Saxo Bank-Tinkoff Bank | 17u17'52" |
| 2          | Tim Wellens       | Lotto-Belisol          | +00' 04"  |
| 3          | Tom-Jelte Slagter | Rabobank               | +00' 09"  |

| Plaats | Ploeg                  | Tijd      |
| ------ | ---------------------- | --------- |
|        | Liquigas-Cannondale    | 51u56'06" |
| 2      | Euskaltel-Euskadi      | +00' 27"  |
| 3      | RadioShack-Nissan-Trek | +01' 56"  |

2011 ·
2012 ·
2013 ·
2014
 Tour Down Under · 
 Parijs-Nice · 
 Tirreno-Adriatico · 
 Milaan-San Remo · 
 Ronde van Catalonië · 
 E3 Harelbeke · 
 Gent-Wevelgem · 
 Ronde van Vlaanderen · 
 Ronde van het Baskenland · 
 Parijs-Roubaix · 
 Amstel Gold Race · 
 Waalse Pijl · 
 Luik-Bastenaken-Luik · 
 Ronde van Romandië · 
 Ronde van Italië · 
 Critérium du Dauphiné · 
 Ronde van Zwitserland · 
 Ronde van Frankrijk · 
 Ronde van Polen · 
  Eneco Tour · 
 Clásica San Sebastián · 
 Ronde van Spanje · 
 Vattenfall Cyclassics · 
 GP Ouest France-Plouay · 
 Grote Prijs van Quebec · 
 Grote Prijs van Montreal · 
 UCI Ploegentijdrit · 
 Ronde van Lombardije · 
 Ronde van Peking